# Atomska jedinica mase
Atomska jedinica mase (oznaka u) je iznimno dopuštena mjerna jedinica mase za primjenu u fizici i kemiji, određena kao 1/12 mase nuklida (atoma izotopa) ugljika 12C, približne vrijednosti u = 1,6605·10−27 kg. Naziva se i unificiranom atomskom jedinicom mase ili ujednačenom atomskom masenom jedinicom, daltonom (oznaka Da) te atomskom masenom konstantom (oznaka mu).
{\displaystyle u={\frac {1}{12}}m_{a}(^{12}C)=1,6605\cdot 10^{-27}kg=1,6605\cdot 10^{-24}g}

## Uporaba
Primjenom podataka iz Periodnog sustava elemenata o relativnim atomskim masama možemo izračunati stvarne mase atoma ili molekule.
Izračunavanje mase nekog atoma (umnožak atomske jedinice mase i relativne mase atoma X):
{\displaystyle \qquad m_{a}(X)=u\cdot A_{r}(X)\qquad m_{a}(H)=1,6605\cdot 10^{-27}kg\cdot 1,008=1,6738\cdot 10^{-27}kg}
Izračunavanje mase neke molekule (umnožak atomske jedinice mase i relativne mase molekule XY):
{\displaystyle \qquad m_{f}(XY)=u\cdot M_{r}(XY)}

### Relativna atomska masa,Ar
Relativna atomska masa atoma (X) je:
{\displaystyle \quad A_{r}(X)={\frac {m_{a}(X)}{u}}\quad }
Relativna atomska masa je broj koji kaže koliko puta je masa nekog atoma veća od atomske jedinice mase, odnosno omjer mase atoma i atomske jedinice mase.
Vrijednosti relativnih atomskih masa se nalaze u Periodnom sustavu elemenata.
{\displaystyle \qquad A_{r}(H)=1,00794,\quad A_{r}(O)=15,9994}

### Relativna molekulska masa,Mr
Relativna molekulska masa molekule (XY) je:  {\displaystyle \quad M_{r}(XY)={\frac {m_{f}(XY)}{u}}\quad }
Relativna molekulska masa je broj koji kaže koliko puta je masa neke molekule veća od atomske jedinice mase, odnosno omjer mase molekule i atomske jedinice mase.
Vrijednosti relativnih molekulskih masa računaju se zbrajanjem vrijednosti relativnih atomskih masa svih atoma u molekuli:  {\displaystyle \quad M_{r}(XY)=A_{r}(X)+A_{r}(Y)}
{\displaystyle \qquad M_{r}(H_{2}O)=2A_{r}(H)+A_{r}(O)=2\cdot 1,00794+15,9994=18,01528}

## Povijest
John Dalton je uveo pojam relativna atomska masa (1803.) jer kemičari tada nisu imali pravu predodžbu o veličini ili masi atoma. Mogli su međutim uspoređivati mase atoma međusobno kroz omjere masa reaktanata u kemijskim reakcijama. Dalton je kao atomsku jedinicu mase uveo masu atoma vodika i to je vrijedilo narednih stotinjak godina. Točnijim mjerenjima 1905. je utvrđeno da se odnos atomskih masa vodika i kisika (koji se računao kao 1:16) razlikuje za 1%. Većina relativnih atomskih masa se računala prema kisiku, zato je kisik uzet kao standard s vrijednošću 16,000 00 a ispravljena je relativna atomska masa vodika na 1,0078. Nakon 1938. zbog otkrića izotopa postavljene su dvije skale relativnih atomskih masa:
a) Fizikalna skala relativnih atomskih masa uzimala je kao standard izotop 16O
b) Kemijska skala relativnih atomskih masa uzimala je kao standard prirodnu izotopnu smjesu kisika zato je jedinica na ovoj skali bila nešto veća (16O + 17O + 18O) a relativne atomske mase na kemijskoj skali su bile nešto manje.
Kasnije istraživanja su pokazala da smjesa tri izotopa kisika u prirodi nije uvijek istog sastava. Zato su fizičari predložili 1960. nov standard 12C a kemičari su to usvojili 1961. Tako je nastala unificirana skala relativnih atomskih masa. Danas se relativna atomska masa definira kao:
{\displaystyle A_{r}(X)={\frac {{\bar {m}}_{a}(X)}{m_{a}(^{12}C)/12}}\quad }